# Nedre Källfallet
Nedre Källfallet är en bebyggelse vid riksväg 68 norr om Riddarhyttan och nordost om sjön Lien i Skinnskattebergs kommun. Mellan 2015 och 2020 avgränsade SCB här en småort. Fram till 2015 räknades bebyggelsen som en del av tätorten Riddarhyttan.